# Koto Marapak
Koto Marapak is een bestuurslaag in het regentschap Pariaman van de provincie West-Sumatra, Indonesië. Koto Marapak telt 1329 inwoners (volkstelling 2010).